# Thomas Wedgwood
 (mai 2018).
Pour les articles homonymes, voir Wedgwood.
Thomas Wedgwood (14 mai 1771 – 10 juillet 1805), fils de Josiah Wedgwood, potier et créateur de la fabrique de poterie Wedgwood, est un précurseur, avec Humphry Davy, dans l’expérimentation de la photographie, bien qu’il soit incapable de fixer l’image de manière définitive. Il est également ami du poète Samuel Taylor Coleridge, pour lequel il obtient en 1798 une rente annuelle de 75 £ afin que celui-ci puisse se consacrer pleinement à la philosophie et à la poésie.

## Biographie
Thomas Wedgwood est né le 14 mai 1771 à Etruria Hall, un village de Stoke-on-Trent dans le Staffordshire. Il ne s’est jamais marié et n’a aucun enfant.
Il apporte une contribution majeure à la technique photographique en étant le premier homme à avoir l’idée, en 1802, d’une méthode chimique visant à copier les images visibles sur un support permanent. Elle consiste à recouvrir un papier d’une couche de nitrate d’argent, à l’exposer à la lumière ambiante avec l'objet à reproduire placé devant, puis à le conserver dans une chambre noire. Cet événement est considéré comme l'origine de la photographie telle que nous la connaissons aujourd’hui.
Une connaissance de Wedgwood, Humphry Davy, publie un article au journal londonien de la Royal Institution, intitulé : « Compte rendu d’une méthode pour copier des tableaux sur verre, et pour réaliser des contours, par l’intermédiaire de la lumière sur du nitrate d’argent. Inventé par T.Wedgwood, Esq. ». Cet article détaille les procédures mises en place par Wedgwood, les résultats obtenus, et invite à poursuivre d’autres tentatives pour copier des images réelles durant les quarante prochaines années, jusqu’à la mise au point d’un agent fixateur.
Le travail de Wedgwood influence directement d’autres scientifiques étudiant la photographie. Par exemple, le travail de recherche de J.B. Reade dans les années 1830 est très fortement influencé par la procédure de tannage du cuir que Wedgwood utilisait pour ses épreuves. Il fut mis en évidence que le tannage du papier était bénéfique car il réduisait la taille des grains de nitrate d’argent.
Alors qu’il n’est qu’un jeune adulte, Wedgwood s’intéresse à la meilleure méthode pour éduquer les enfants, et passe son temps à les étudier. De ses observations, il en conclut que la plupart des informations que le cerveau de l’enfant enregistre proviennent des yeux et sont par conséquent liées à la lumière et aux images. Ses tentatives pour créer des images permanentes en utilisant la lumière peuvent avoir un lien avec son désir d'amélioration de l’enseignement.
Wedgwood descend d’une longue lignée de potiers, et dès son plus jeune âge on lui inculque l’amour de l’art. Il passe la plus grande partie de sa courte vie entouré de peintres, de sculpteurs et de poètes. Lors de ses expériences avec la lumière, il utilise comme moyens d’impression autant des pots en céramique recouverts de nitrate d’argent que du papier traité ou du cuir blanc, avec lequel il obtiendra les meilleurs résultats. Bien que dans les premiers temps il essaya de créer des images avec une « camera obscura », ses essais furent infructueux. Ses plus grandes réalisations restent l’épreuve d’un contour d’objet par contact direct avec du papier traité, créant ainsi une image de la forme sur papier et, par une méthode similaire, la copie de peintures sur verre par contact direct et exposition à la lumière du soleil.